# Andrzej Nawrot
Andrzej Nawrot (ur. 25 września 1938 w Osinach) – polski projektant wzornictwa, architekt wnętrz, profesor zwyczajny, dziekan Wydziału Wzornictwa Przemysłowego PWSSP w Łodzi (1978–1981).

## Życiorys
Studiował na Wydziale Ubioru PWSSP w Łodzi, gdzie w 1964 uzyskał dyplom magistra sztuki. W 1963 podjął pracę na macierzystej uczelni. W latach 1978–1981 był dziekanem Wydziału Wzornictwa Przemysłowego PWSSP. W latach 1984–2002 był kierownikiem Katedry Ubioru i Kolegium Mody w Akademii Sztuk Pięknych, a w latach 1988–2012 także kierownikiem Pracowni Grafiki w Zakładzie Edukacji Plastycznej Uniwersytetu Adama Mickiewicza Oddział w Kaliszu.
W 1971 uzyskał kwalifikacje artystyczne I stopnia (odpowiednik doktora sztuki), za pracę: pt. „Opracowanie projektowe kompleksowego zestawu ubiorów roboczych i uniformów służbowych dla określonego zakładu przemysłowego”. W 1984 uzyskał kwalifikacje artystyczne II stopnia (odpowiednik habilitacji). W 1992 otrzymał tytuł profesora sztuk plastycznych oraz został mianowany na profesora zwyczajnego. W 2008 przeszedł na emeryturę na ASP w Łodzi i podjął pracę jako profesor zwyczajny w Instytucie Architektury Tekstyliów Politechniki Łódzkiej, gdzie był dyrektorem ds. Artystycznych, kierownikiem Zakładu Sztuk Wizualnych i Kierownikiem Pracowni Ubioru. W 2014 podjął pracę na stanowisku profesora zwyczajnego w Instytucie Wzornictwa Politechniki Koszalińskiej.
Nawrot był członkiem grup artystycznych takich jak: „Profil”, „Konkret”, „Grupa 7” w Łodzi oraz Stowarzyszenia Artystów „Młyn” w Zgierzu.

## Twórczość
Twórczość Nawrota związana jest z projektowaniem wzornictwa, architektury wnętrz grafiki oraz malarstwa – jest projektantem wzorniczym w zakresie mody, odzieży roboczej, mundurów, a także współautorem licznych projektów architektury wnętrz, ekspozycji muzealnych, wystaw i znaków towarowych. Jego prace znalazły się na 27 wystawach indywidualnych, w Polsce, Holandii i Ukrainie oraz na około 140 wystawach zbiorowych, w: Wielkiej Brytanii, USA, Francji, Niemczech, Holandii, Czechach, Węgrzech, Ukrainie, Szwecji, Rosji i Turcji.
Jego prace znajdują się w zbiorach: Muzeum Sztuki w Łodzi, Muzeum Okręgowego Ziemi Kaliskiej w Kaliszu, Muzeum Pomorza Środkowego w Słupsku, Muzeum Historii Miasta Łodzi, Biblioteki Uniwersytetu Łódzkiego, Biblioteki Publicznej w Zgierzu, Muzeum Miasta Zgierza, Biura Wystaw Artystycznych w Kaliszu, Biura Wystaw Artystycznych w Rzeszowie, Miejskiej Galerii Sztuki w Łodzi, Artoteki (Holandia), Uniwersytetu w Cannakale (Turcja), Centrum Sztuki Współczesnej „Elektrownia” w Radomiu, Muzeum Etnografii Ta Hudożnowo Promisłu we Lwowie (Ukraina).

## Odznaczenia
- Srebrny Medal „Zasłużony Kulturze Gloria Artis” (2008)[4][6]

## Nagrody
- II Nagroda na III Ogólnopolskim Konkurs Otwartym na Grafikę (Łódź 1973),
- Nagroda Oxford Gallery na IV British International Print Biennale (Bradford 1974),
- Nagroda II stopnia Ministra Kultury i Sztuki za osiągnięcia dydaktyczno-organizacyjne (1979),
- III Nagroda na Ogólnopolskim Konkursie Otwartym na Grafikę (Łódź 1981),
- Nagroda II stopnia Ministra Kultury i Sztuki za twórczość w dziedzinie grafiki (1989)[4],
- Nagroda Prezydenta Miasta Kalisza (2005)[5],

a także 16 innych nagród i wyróżnień na lokalnych wystawach i konkursach.